# Ligament de la patella
Le ligament de la patella (ou ligament rotulien ou ligament antérieur du genou ou tendon rotulien ou ligament patellaire)  est un ligament plat et solide du membre inférieur qui relie la patella au tibia.

## Description
Le ligament de la patella prend naissance à l'apex de la patella et se termine sur la tubérosité du tibia. Sa longueur se situe entre 3 et 6 cm sur 3 cm de largeur. Son épaisseur est en moyenne de 7 mm.
Ses fibres superficielles passent devant la patella et sont en continuité avec les fibres superficielles du tendon quadricipital issues du muscle droit fémoral.
Sa face profonde est séparée de la capsule articulaire de l'articulation du genou par le corps adipeux infrapatellaire.

## Anatomie fonctionnelle
Le ligament de la patella permet la transmission au tibia de l'action exercée par le muscle muscle quadriceps fémoral sur la base de la patella. 

## Aspect clinique
Le ligament de la patella peut être arraché ou déchiré lors d'un traumatisme.
Il peut être utilisé comme source pour la réparation d'autres ligaments, en particulier pour une reconstruction du ligament croisé antérieur.
La maladie d'Osgood-Schlatter a pour origine l'insertion tibiale du ligament de la patella.